# Puchar Sześciu Narodów 2016
Puchar Sześciu Narodów 2016 (2016 Six Nations Championship, a także od nazwy sponsora turnieju, Royal Bank of Scotland – 2016 RBS 6 Nations) – siedemnasta edycja Pucharu Sześciu Narodów, corocznego turnieju w rugby union rozgrywanego pomiędzy sześcioma najlepszymi zespołami narodowymi półkuli północnej. Turniej odbywa się pomiędzy 6 lutego a 19 marca 2016 roku.
Wliczając turnieje w poprzedniej formie, od czasów Home Nations Championship i Pucharu Pięciu Narodów, jest to 122. edycja tych zawodów. W turnieju biorą udział reprezentacje narodowe Anglii, Francji, Irlandii, Szkocji, Walii i Włoch.
Rozkład gier opublikowano na początku lutego 2015 roku, po raz kolejny planując rozegranie jednego spotkania w piątek. Sędziowie spotkań zostali wyznaczeni 11 listopada 2015 roku, ze zmianą pod koniec tegoż miesiąca.
Tytuł już po czterech kolejkach zapewnili sobie Anglicy, którzy dodatkowo w ostatnim meczu pokonali Francuzów, zdobywając tym samym pierwszego od 2003 roku Wielkiego Szlema. Najwięcej punktów w turnieju zdobył Owen Farrell, zaś w klasyfikacji przyłożeń z czterema zwyciężył George North. Z grona dwunastu zawodników wytypowanych przez organizatorów za najlepszego został uznany reprezentant Szkocji, Stuart Hogg.
Podczas zawodów pięćdziesiąte występy w narodowej reprezentacji zaliczyli Bradley Davies, Jonathan Davies, Edoardo Gori, Sean Cronin, Greig Laidlaw, Keith Earls i John Barclay, zaś w setnym testmeczu wystąpił Ross Ford.
W maju 2016 roku World Rugby opublikowała statystyki tej edycji.

## Uczestnicy
| Zespół   | Stadion            | Miasto   | Trener         | Kapitan                   |
| -------- | ------------------ | -------- | -------------- | ------------------------- |
| Anglia   | Twickenham         | Londyn   | Eddie Jones    | Dylan Hartley             |
| Francja  | Stade de France    | Paryż    | Guy Novès      | Guilhem Guirado           |
| Irlandia | Aviva Stadium      | Dublin   | Joe Schmidt    | Rory Best                 |
| Szkocja  | Murrayfield        | Edynburg | Vern Cotter    | Greig Laidlaw             |
| Walia    | Millennium Stadium | Cardiff  | Warren Gatland | Sam Warburton Dan Lydiate |
| Włochy   | Stadio Olimpico    | Rzym     | Jacques Brunel | Sergio Parisse            |

## Mecze

### Tydzień 1
| 6 lutego 201615:25 | Francja                                                         | 23:21(10:8) | Włochy                                             | Stade de France, Saint-Denis Widzów: 64 000 Sędzia: JP Doyle |
| 6 lutego 201615:25 | Vakatawa 5 (P), Chouly 5 (P), Bonneval 5 (P), Plisson 8 (pd 2K) | 23:21(10:8) | Canna 13 (P pd dg K), Parisse 5 (P), Haimona 3 (K) | Stade de France, Saint-Denis Widzów: 64 000 Sędzia: JP Doyle |

| 6 lutego 201616:50 | Szkocja        | 9:15(6:7) | Anglia                                      | Murrayfield Stadium, Edynburg Widzów: 67 144 Sędzia: John Lacey |
| 6 lutego 201616:50 | Laidlaw 9 (3K) | 9:15(6:7) | Kruis 5 (P), Farrell 5 (pd K), Nowell 5 (P) | Murrayfield Stadium, Edynburg Widzów: 67 144 Sędzia: John Lacey |

| 7 lutego 201615:00 | Irlandia                        | 16:16(13:10) | Walia                                | Aviva Stadium, Dublin Widzów: 51 700 Sędzia: Jérôme Garcès |
| 7 lutego 201615:00 | Sexton 11 (pd 3K), Murray 5 (P) | 16:16(13:10) | Priestland 11 (pd 3K), Faletau 5 (P) | Aviva Stadium, Dublin Widzów: 51 700 Sędzia: Jérôme Garcès |

### Tydzień 2
| 13 lutego 201615:25 | Francja                        | 10:9(3:9) | Irlandia      | Stade de France, Saint-Denis Widzów: 78 000 Sędzia: Jaco Peyper |
| 13 lutego 201615:25 | Plisson 5 (pd K), Médard 5 (P) | 10:9(3:9) | Sexton 9 (3K) | Stade de France, Saint-Denis Widzów: 78 000 Sędzia: Jaco Peyper |

| 13 lutego 201616:50 | Walia                                                        | 27:23(10:13) | Szkocja                                                      | Millennium Stadium, Cardiff Widzów: 74 500 Sędzia: George Clancy |
| 13 lutego 201616:50 | Davies 5 (P), Biggar 12 (3pd 2K), Roberts 5 (P), North 5 (P) | 27:23(10:13) | Seymour 5 (P), Laidlaw 11 (pd 3K), Taylor 5 (P), Weir 2 (pd) | Millennium Stadium, Cardiff Widzów: 74 500 Sędzia: George Clancy |

| 14 lutego 201615:00 | Włochy       | 9:40(9:11) | Anglia                                              | Stadio Olimpico, Rzym Widzów: 70 000 Sędzia: Glen Jackson |
| 14 lutego 201615:00 | Canna 9 (3K) | 9:40(9:11) | Farrell 17 (P 3pd 2K), Ford 8 (P K), Joseph 15 (3P) | Stadio Olimpico, Rzym Widzów: 70 000 Sędzia: Glen Jackson |

### Tydzień 3
| 26 lutego 201620:05 | Walia                          | 19:10(6:3) | Francja                                        | Millennium Stadium, Cardiff Widzów: 74 160 Sędzia: Wayne Barnes |
| 26 lutego 201620:05 | Biggar 14 (pd 4K), North 5 (P) | 19:10(6:3) | Plisson 3 (K), Guirado 5 (P), Trinh-Duc 2 (pd) | Millennium Stadium, Cardiff Widzów: 74 160 Sędzia: Wayne Barnes |

| 27 lutego 201615:25 | Włochy                                             | 20:36(10:17) | Szkocja                                                         | Stadio Olimpico, Rzym Widzów: 67 721 Sędzia: Jaco Peyper |
| 27 lutego 201615:25 | Haimona 10 (2pd 2K), Ghiraldini 5 (P), Fuser 5 (P) | 20:36(10:17) | Barclay 5 (P), Laidlaw 21 (3pd 5K), Hardie 5 (P), Seymour 5 (P) | Stadio Olimpico, Rzym Widzów: 67 721 Sędzia: Jaco Peyper |
| 27 lutego 201615:25 | Russell · Nel                                      | 20:36(10:17) |                                                                 | Stadio Olimpico, Rzym Widzów: 67 721 Sędzia: Jaco Peyper |

| 27 lutego 201616:50 | Anglia                                        | 21:10(6:3) | Irlandia                      | Twickenham Stadium, Londyn Widzów: 81 826 Sędzia: Romain Poite |
| 27 lutego 201616:50 | Farrell 11 (pd 3K), Watson 5 (P), Brown 5 (P) | 21:10(6:3) | Sexton 5 (pd K), Murray 5 (P) | Twickenham Stadium, Londyn Widzów: 81 826 Sędzia: Romain Poite |
| 27 lutego 201616:50 | Haskell · Care                                | 21:10(6:3) |                               | Twickenham Stadium, Londyn Widzów: 81 826 Sędzia: Romain Poite |

### Tydzień 4
| 12 marca 201613:30 | Irlandia | 58:15(25:3) | Włochy                                                    | Aviva Stadium, Dublin Widzów: 51 700 Sędzia: Angus Gardner |
| 12 marca 201613:30 | Trimble 5 (P), McGrath 5 (P), Sexton 9 (3pd K), Heaslip 10 (2P), Payne 5 (P), Cronin 5 (P), Madigan 9 (P 2pd), McFadden 5 (P) | 58:15(25:3) | Padovani 3 (K), Odiete 5 (P), Haimona 2 (pd), Sarto 5 (P) | Aviva Stadium, Dublin Widzów: 51 700 Sędzia: Angus Gardner |

| 12 marca 201616:00 | Anglia                           | 25:21(16:0) | Walia                                                           | Twickenham Stadium, Londyn Widzów: 81 916 Sędzia: Craig Joubert |
| 12 marca 201616:00 | Farrell 20 (pd 6K), Watson 5 (P) | 25:21(16:0) | Biggar 7 (P pd), North 5 (P), Priestland 4 (2pd), Faletau 5 (P) | Twickenham Stadium, Londyn Widzów: 81 916 Sędzia: Craig Joubert |
| 12 marca 201616:00 | Cole                             | 25:21(16:0) |                                                                 | Twickenham Stadium, Londyn Widzów: 81 916 Sędzia: Craig Joubert |

| 13 marca 201615:00 | Szkocja                                                      | 29:18(18:12) | Francja                                          | Murrayfield Stadium, Edynburg Widzów: 67 500 Sędzia: Glen Jackson |
| 13 marca 201615:00 | Laidlaw 11 (pd 3K), Hogg 8 (P K), Taylor 5 (P), Visser 5 (P) | 29:18(18:12) | Guirado 5 (P), Fickou 5 (P), Machenaud 8 (pd 2K) | Murrayfield Stadium, Edynburg Widzów: 67 500 Sędzia: Glen Jackson |

### Tydzień 5
| 19 marca 201614:30 | Walia | 67:14(27:0) | Włochy                                         | Millennium Stadium, Cardiff Widzów: 74 160 Sędzia: Romain Poite |
| 19 marca 201614:30 | Webb 5 (P), Biggar 21 (P 5pd 2K), J. Davies 5 (P), Roberts 5 (P), North 5 (P), Williams 5 (P), Moriarty 10 (2P), Priestland 6 (3pd), G. Davies 5 (P) | 67:14(27:0) | Palazzani 5 (P), Haimona 4 (2pd), Garcia 5 (P) | Millennium Stadium, Cardiff Widzów: 74 160 Sędzia: Romain Poite |
| 19 marca 201614:30 | Palazzani | 67:14(27:0) |                                                | Millennium Stadium, Cardiff Widzów: 74 160 Sędzia: Romain Poite |

| 19 marca 201617:00 | Irlandia                                                                  | 35:25(21:13) | Szkocja                                                   | Aviva Stadium, Dublin Widzów: 51 700 Sędzia: Pascal Gaüzère |
| 19 marca 201617:00 | Sexton 15 (3pd 3K), Stander 5 (P), Earls 5 (P), Murray 5 (P), Toner 5 (P) | 35:25(21:13) | Laidlaw 10 (2pd 2K), Hogg 5 (P), Gray 5 (P), Dunbar 5 (P) | Aviva Stadium, Dublin Widzów: 51 700 Sędzia: Pascal Gaüzère |
| 19 marca 201617:00 | Sexton                                                                    | 35:25(21:13) | Barclay · Dunbar                                          | Aviva Stadium, Dublin Widzów: 51 700 Sędzia: Pascal Gaüzère |

| 19 marca 201621:00 | Francja           | 21:31(12:17) | Anglia                                                    | Stade de France, Saint-Denis Widzów: 78 750 Sędzia: Nigel Owens |
| 19 marca 201621:00 | Machenaud 21 (7K) | 21:31(12:17) | Farrell 16 (2pd 4K), Care 5 (P), Cole 5 (P), Watson 5 (P) | Stade de France, Saint-Denis Widzów: 78 750 Sędzia: Nigel Owens |
| 19 marca 201621:00 | Chiocci           | 21:31(12:17) |                                                           | Stade de France, Saint-Denis Widzów: 78 750 Sędzia: Nigel Owens |